# Gallipolis Ferry
Gallipolis Ferry – jednostka osadnicza w Stanach Zjednoczonych, w stanie Wirginia Zachodnia, w hrabstwie Mason.